# Karl Lueger
Karl Lueger (24. října 1844 Vídeň – 10. března 1910 Vídeň) byl rakouský politik v éře Rakouska-Uherska, dlouholetý starosta Vídně a zakladatel Křesťansko-sociální strany.

## Život

### Mládí a studium
Byl synem zaměstnance Vídeňského polytechnického institutu. Sám vystudoval Theresianum a pak dálkově práva na Vídeňské univerzitě. Zde roku 1870 získal titul doktora práv. Působil jako koncipient a roku 1874 si otevřel vlastní právní kancelář, kterou vedl až do roku 1896.

### Křesťansko-sociální politik a starosta Vídně

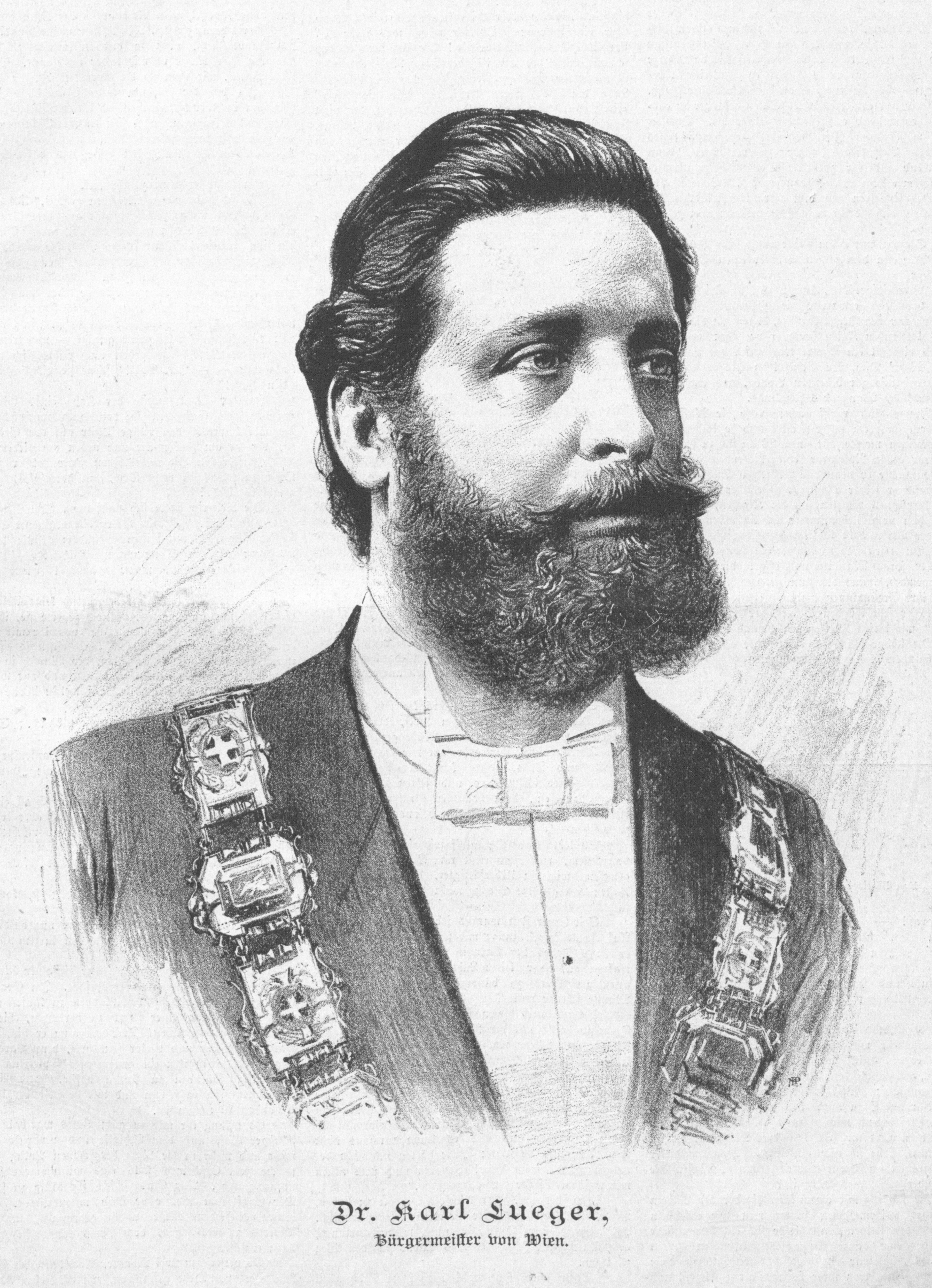
Karl Lueger

Brzy ale zahájil svou politickou kariéru. V roce 1875 se stal členem obecního zastupitelstva Vídně. V městské radě zasedal v období let 1875–1876 a pak 1878–1910. V letech 1893–1895 byl městským radním a pak do roku 1897 místostarostou, aby se v roce 1897 stal starostou Vídně.

Lueger byl již v době svých vysokoškolských studií zastáncem všeobecného volebního práva. Zpočátku se profiloval jako člen liberální strany (Německá pokroková strana). V roce 1893 se ale podílel na vzniku Křesťansko-sociální strany, která se inspirovala myšlenkami Karla von Vogelsanga. Strana se profilovala jako oponent liberalismu. Obhajovala středostavovské a živnostenské vrstvy, které se cítily ohroženy liberálními tržními silami, velkokapitálem. Byl vynikajícím řečníkem a jeho křesťansko-sociální hnutí bylo prvním masovým politickým hnutím v Rakousku-Uhersku. Ve své agitaci používal antisemitismus. Negativním způsobem se vyjadřoval o Židech (zavedl slovo Judapest), a obecně usiloval, a snad i proto byl u majoritní části společnosti značně populární, o zachování čistě německého charakteru města, navzdory tehdy mimořádně početným vídeňským menšinám, Vídeňské Čechy nevyjímaje. S těmi ale dokázal vyjít o něco lépe. Svými oponenty býval označován za populistu, ale i oni mnohdy oceňovali jeho moderní způsob řízení města. Jeho antisemitskými názory byl silně ovlivněn Adolf Hitler, který pobýval ve Vídni v době Luegerova starostování.

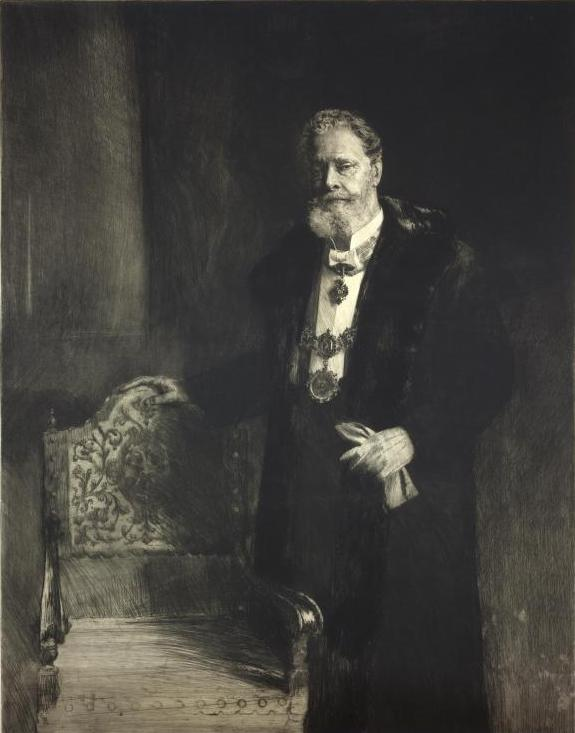
Karl Lueger

Kvůli kontroverzním politickým názorům a radikální agitaci nebyl opakovaně císařem Františkem Josefem I. potvrzen ve funkci vídeňského starosty, ačkoliv poprvé byl na tento post zvolen již roku 1894. Křesťanští sociálové v roce 1895 získali 93 ze 137 křesel na vídeňské radnici. Kvůli vetování jeho osoby byly celkem třikrát nařízeny opakované volby, ale Lueger při nich vždy u voličů opět uspěl. Do starostenské funkce byl nakonec instalován až 16. dubna 1897, když císař ustoupil a post v čele městské samosprávy pak opakovaně obhájil a zastával jej až do své smrti. V době jeho nástupu do vedení radnice vrcholilo v monarchii národnostní a politické napětí související s pokusem vlády Kazimíra Badeniho o naplnění českých jazykových a autonomistických požadavků (takzvaná Badeniho jazyková nařízení). Rakouskoněmečtí liberálové a nacionalisté ale tento plán odmítali a kromě parlamentních obstrukcí se na podzim 1897 situace vyostřila do podoby masových demonstrací ve Vídni. Lueger 28. listopadu 1897 oznámil vládě i panovníkovi, že nemůže dále ručit za udržení veřejného pořádku. Historik Otto Urban toto sdělení uvádí jako jeden z posledních argumentů, které rozhodly pro demisi Badeniho vlády.
Coby starosta se Lueger nicméně začal místo antisemitismu soustřeďovat spíše na agitaci proti sociálním demokratům. Nadále podporoval všeobecné volební právo. Ve funkci starosty řešil složité úkoly budování čerstvě ustavené Velké Vídně coby metropole monarchie. Podařilo se mu provést rozsáhlé infrastrukturní projekty v zásobování vodou, plynem i elektrifikaci. Podporoval sociální péči. Vídeň za jeho působení prošla masivní industrializací, došlo ale též k zřízení četných městských parků a rekreačních míst. Udržel si vysokou popularitu, která přesahovala rámec jeho strany.

### Zemský a říšský poslanec
Kromě působení v čele vídeňské radnice byl i zemským a celostátním politikem. V roce 1890 zasedl do Dolnorakouského zemského sněmu. Již ve volbách do Říšské rady roku 1885 získal i mandát v Říšské radě (celostátní zákonodárný sbor), kde reprezentoval městskou kurii, obvod Vídeň, V. okres. Mandát obhájil za stejný obvod ve volbách do Říšské rady roku 1891. Ve volbách do Říšské rady roku 1897 byl zvolen za všeobecnou kurii, 3. volební obvod: Margarethen, Mariahilf, Meidling, Hitzing / okresy V, VI. Ve volbách do Říšské rady roku 1901 mandát obhájil (opět všeobecná kurie, obvod Vídeň, V., VI., XII. a XIII. okres) a poslancem byl zvolen i ve volbách do Říšské rady roku 1907 (obvod Dolní Rakousy 23). Ve vídeňském parlamentu setrval do své smrti roku 1910.
V roce 1890 se uvádí jako poslanec bez klubové příslušnosti, ovšem s poznámkou, že náleží do skupiny antisemitů.

## Zajímavost
Dnes je po tomto někdejším starostovi města pojmenováno několik míst ve Vídni, například část reprezentativního bulváru, zvaného Ringstraße, který vymezuje staré vídeňské město Dr. K. Lueger Ring nebo náměstí Dr. Lueger Platz, přiléhající k tomuto bulváru v jiné části.